# (10007) Malytheatre
(10007) Malytheatre es un asteroide perteneciente al cinturón de asteroides, descubierto el 16 de diciembre de 1976 por la astrónoma soviética Liudmila Chernyj desde el Observatorio Astrofísico de Crimea.

## Designación y nombre
Designado provisionalmente como  1976 YF3. Fue nombrado Malytheatre en homenaje al Teatro Maly, el teatro más antiguo de Rusia.